# Radbruchformule
De Radbruchformule is een rechtsformule die opgesteld werd door Gustav Radbruch en luidt als volgt:
In de regel geldt het positieve (afgekondigde) recht altijd, zelfs als het een onrechtvaardige inhoud heeft, tenzij de kloof tussen gerechtigheid en rechtszekerheid onverdraaglijk groot wordt, dan moet de rechtszekerheid wijken voor de gerechtigheid.
Radbruch formuleerde de stelling na de Tweede Wereldoorlog om een schuldvraag op te lossen. Beulen en rechters hadden tijdens de oorlog handelingen moeten verrichten die onmenselijk waren, maar die wettelijk verplicht waren volgens het nazirecht.
Voor de rechtspositivisten was dit onaanvaardbaar omwille van een mogelijke schending van het legaliteitsbeginsel (dat men niet gestraft kan worden voor een feit waar geen straf op staat).
Radbruch verdedigde zich en sprak van wettelijk onrecht en bovenwettelijk recht. Wettelijk onrecht is het recht dat onmenselijk is maar officieel, terwijl het bovenwettelijke recht, recht is waar alle mensen van nature van genieten. Men kan er het natuurrecht in zien, maar ook de rechten van de mens. Op die manier bleef het legaliteitsbeginsel gevrijwaard, want wat de rechters hadden bevestigd was een (wettelijk) onrecht.
De Radbruchformule werd veel gebruikt in de processen volgend op de Tweede Wereldoorlog; men spreekt wel van de wedergeboorte van het natuurrecht in het rechtsdenken. Ook na de val van de Duitse Democratische Republiek werd de Radbruchformule gehanteerd omdat ook in dit regime sprake was van wettelijk onrecht. Soldaten hadden immers het bevel gekregen te schieten op burgers die over de Berlijnse Muur wilden klimmen. Deze burgers maakten zich volgens de machthebbers schuldig aan 'republiekvlucht' en mochten met alle mogelijke middelen tegengehouden worden.